# Publi Anni Asel
Publi Anni Asel (o potser Gai; llatí: Publius o Gaius Annius Asellus) va ser un senador romà que a la seva mort va deixar només una filla. Les seves propietats van ser confiscades per Verres, llavors pretor urbà, al·legant que aquest llegat violava la llei Vocònia.